# あやかしがたり (ゲーム)
『あやかしがたり』は、ケムコから携帯電話アプリおよびスマートフォン用アプリとして配信されているコンピュータRPGである。

## 概要
ヒノモトの国と呼ばれる架空の日本を舞台にした和製ロールプレイングゲーム。妖魔の王「マガツ」を退治するため、退魔師と呼ばれる戦士トビマルと幼馴染でマガツが探す女性「シャナ」の物語を描く。本編の他にサブクエストも存在する。
ある程度進むと、退魔師であるトビマルの他に戦う仲間を酒場で集めることができる。仲間には職業（キャラクタークラス）があり、途中から条件を満たせばレベルが20以上に達すれば転職ができるようになるうえ、レベルが1に戻るが今まで覚えた特技、魔法を別の職業になっても引き継ぐことができる。レベルアップすると体力や魔力が回復するが、全回復ではなく少しだけ回復する。

## あらすじ
ヒノモトの国には人間と妖魔の戦いが延々と繰り広げられていたが、ある時選抜された兵士の1人「ヨシツネ」と陰陽師「セイメイ」らの奮闘も虚しく妖魔の王「マガツ」の前に敗れ去った。ヨシツネは最後の抵抗としてマガツの魂を自らの体内に宿らせた。
それから幾月の時が流れた。退魔師の一族の子「トビマル」は一人前になるための儀式として近くの試練の洞窟に自分を試しに行くが、訳あって里に預けられていた幼馴染の「シャナ」が勝手について来てしまったことがきっかけで妖魔達にシャナの潜伏先が割れ、退魔師の里は妖魔達の襲撃に会い2人は地下通路を通り都会の「ヘイアンの都」に援軍を求めようとするが･･･

## 登場人物
トビマル
退魔師と呼ばれる妖魔と戦う戦士の1人。両親は民のために妖魔の人柱となって鬼籍に入っている。クラスチェンジはできないが回復、攻撃技を覚え退魔師オリジナルの技も覚える。
シャナ
訳あって退魔師の里に預けられているトビマルの幼馴染であるが、トビマルの事は幼馴染以上に想っている。戦闘ではNPCとして、体力の少ない仲間の誰かにイレギュラーで回復術をかけてくれる。
セイメイ
ヘイアンの都、並びにヒノモトの国の警備を務める陰陽師。妖魔との戦いで不死身であるマガツに屈しシャナを人柱に差し出そうとする。
クロウ
カラス天狗の妖魔。一度、シャナを奪うもののトビマル達に奪還を許し今度はセイメイに連れられたシャナを救出に手を貸そうとするが･･･。NPCとして術や技でトビマル達をサポートする。
シズカ
シャナの母。ある所に幽閉されている。
ヨシツネ
シャナの父。体内にマガツの魂が宿っている。
マガツ
妖魔の王。ヨシツネの体内に宿っているものの全ての条件、規格を満たしたある人の体の器を探している。
ヤスツナ
ある村の鍛冶師。ある金属を探して欲しいと頼まれる。
ヒカル
どこかで歌を詠んでいる歌人。歌の題材を求めどこかへ行ってしまい、追っかけから捜索を依頼される。
カグヤ
「竹取物語」に出てくるかぐや姫。トビマル達にかつて公達に依頼した宝探しを依頼する。
クウカイ
僧侶。妖魔によって散らばった宝珠の珠を集めて欲しいと頼まれる。
イナリ
ヒノモトの国の神社に祭られている祭神だが、参拝客は訪れず中はすっかり閑散としている。トビマル達に姿が見えて、参拝のお礼にある事が可能になる。

## 仲間の職業
剣士
攻撃力のある剣を装備できる。レベルがあがると強力な攻撃を繰り出せる攻撃技を覚えていく。
盗賊
小刀や弓を装備できる。妖魔から盗みを働いたりダメージ床を無効にする技の他攻撃技も覚える。
陰陽師
攻撃術を使う魔法使いの職。また、威力は低いが全体攻撃ができる扇を装備できる数少ない職業。ただし能力全体は低い。
僧侶
尼や坊主で回復術のほか水の特技も使う。武器も槌や複数攻撃ができる薙刀など専用のものも多い。
遊び人
男性はひょっとこ、女性はおかめのお面をつけておりコマンドの命令に背いたり勝手に状態異常になったりするが、特殊効果のある技や攻撃補助の術を覚える。ある一定の条件を満たせば使えるようになる。
鍛冶師
全防具、武器を装備できる上レベルが上がると武器、防具の効果を上げてくれる技も覚えてくれる。ただし、元の防御力は盗賊よりも低い。これも遊び人同様一定条件が必要になる。

## 参考
- 『RPG あやかしがたり KEMCO』～純和風の世界観を貫いた、こだわりの本格RPG～-androidナビ